# Pseudoromicia tenuipinnis
Pseudoromicia tenuipinnis (Peters, 1872) è un pipistrello della famiglia dei Vespertilionidi diffuso nell'Africa subsahariana.

## Descrizione

### Dimensioni
Pipistrello di piccole dimensioni, con la lunghezza totale tra 62 e 82 mm, la lunghezza dell'avambraccio tra 28 e 33 mm, la lunghezza della coda tra 28 e 34 mm, la lunghezza del piede tra 5,3 e 8,5 mm, la lunghezza delle orecchie tra 10 e 14 mm e un peso fino a 7 g.

### Aspetto
La pelliccia è corta, densa e setosa. Le parti dorsali sono bruno-nerastre, mentre le parti ventrali sono biancastre o color crema, con la base dei peli bruno-nerastra e il petto solitamente più scuro. Il muso è corto e largo, con due masse ghiandolari sui lati. Le orecchie sono triangolari,  marroni chiare o grigio chiare e con l'estremità arrotondata. Il trago è lungo meno della metà del padiglione auricolare, largo, con il margine anteriore dritto, quello posteriore fortemente angolato a circa metà della sua lunghezza e con la punta arrotondata. Le membrane alari sono bianche o giallo chiare e semi-trasparenti. La coda è lunga ed inclusa completamente nell'ampio uropatagio. Gli avambracci e gli arti inferiori sono bruno-rossastri. Il cariotipo è 2n=36 FNa=52.

### Ecolocazione
Emette ultrasuoni sotto forma di impulsi di breve durata a frequenza modulata iniziale di 39–83 kHz e finale di 24–42 kHz.

## Biologia

### Comportamento
Si rifugia singolarmente o in piccoli gruppi nelle cavità degli alberi, sotto ammassi rocciosi, tetti di case e capanne, nelle crepe dei muri e nelle fessure delle finestre di edifici.

### Alimentazione
Si nutre di piccoli insetti volanti catturati sopra spazi aperti.

### Riproduzione
Danno alla luce un piccolo alla volta. Femmine gravide sono state catturate in Uganda a dicembre, a febbraio e a marzo nel Camerun, mentre altre che allattavano sono state catturate in gennaio e a maggio nella Sierra Leone.

## Distribuzione e habitat
Questa specie è diffusa nell'Africa subsahariana dal Senegal all'Etiopia sud-occidentale ad est fino alla Tanzania e all'Angola settentrionali.
Vive nelle foreste pluviali, foreste di palude, foreste costiere e montane, mangrovie, boschi di Isoberlinia, di Acacia-Commiphora e di miombo, nei frutteti, piantagioni di cacao e nelle zone più aride è associata alle foreste ripariali.

## Tassonomia
Sono state riconosciute 2 sottospecie:
- P.t.tenuipinnis: Senegal, Guinea-Bissau, Guinea meridionale, Sierra Leone, Liberia, Costa d'Avorio orientale, Ghana meridionale, Togo, Nigeria meridionale, Camerun sud-occidentale, isola di Bioko, Gabon, Repubblica Democratica del Congo occidentale e centrale;
- P.t.ater (J. A. Allen, 1917): Repubblica Democratica del Congo nord-orientale, Angola settentrionale, Ruanda, Uganda sud-orientale, Kenya, Tanzania settentrionale, Etiopia sud-occidentale.

## Conservazione
La IUCN Red List, considerato il vasto areale e la popolazione presumibilmente numerosa, classifica P.tenuipinnis come specie a rischio minimo (Least Concern)).